# Volémie
La volémie est le volume total du sang circulant dans l'organisme. La volémie est répartie en volume plasmatique et volume globulaire (essentiellement le volume des globules rouges).

## Être humain
La volémie d'un être humain est de 65 à 75 ml/kg (environ 5 litres), les adultes ayant plus de sang que les enfants, les femmes ayant un peu moins de sang que les hommes[source insuffisante].

## Volume sanguin spécifique
| Animal        | Volume sanguin (ml/kg) |
| ------------- | ---------------------- |
| Chat          | 55 (47-66)             |
| Vache         | 55 (52-57)             |
| Chien         | 86 (79-90)             |
| Furet         | 75                     |
| Gerbille      | 67                     |
| Chèvre        | 70                     |
| Cochon d'Inde | 75 (67-92)             |
| Hamster       | 78                     |
| Cheval        | 76                     |
| Humain        | 77                     |
| Singe rhésus  | 54                     |
| Souris        | 79 (78-80)             |
| Cochon        | 65                     |
| Lapin         | 56 (44-70)             |
| Rat           | 64 (50-70)             |
| Mouton        | 60                     |
| Ouistiti      | 60-70                  |

Le tableau ci-contre donne les volumes sanguins de divers animaux en millilitres par kilogramme. Il peut varier selon l'âge et la condition physique. Par exemple, il peut être 15% inférieur aux valeurs indiquées pour un sujet obèse ou très vieux.